# Шахтинский хлопчатобумажный комбинат
Шахтинский хлопчатобумажный комбинат / ШХБК — советское текстильное предприятие, созданное в г. Шахты в 1965 году. Во времена своего расцвета Шахтинский хлопчатобумажный комбинат являлся самым крупным ХБК Европы.

## История комбината
28 ноября 1959 года вышло Постановление ЦК КПСС и Совета министров СССР «О мерах по дальнейшему подъему текстильной промышленности СССР». Это постановление ускорило строительство крупнейшего на юге России хлопчатобумажного комбината. Возведение этого производства решало ряд народнохозяйственных и экономических задач. Свой депутатский вклад в создание ХБК внес Депутат Верховного Совета СССР, писатель Михаил Александрович Шолохов. На встрече с избирателями М. Шолохов вспоминал, что к нему обратились шахтинцы, когда стал вопрос о переводе женщин — работниц угольных шахт с подземных работ и их дальнейшем трудоустройстве: «Шахтинский горком партии и горисполком обратились ко мне, как депутату, с просьбой помочь им. Вместе поехали в обком партии, в облисполком, посоветовались там. Поручили мне обратиться в высшие инстанции. Я с радостью согласился. Поначалу в Шахтах намечалось построить небольшую по объему ткацкую фабрику. Теперь строится комбинат которому нет равных не только в Советском Союзе, но и в Европе».
В 1961 году началось проектирование комбината. Строительство гиганта лёгкой промышленности начал коллектив стройуправления № 23 стройтреста № 4, который возглавлял А. И. Бавыка. Стройка была объявлена ударной, работы начались в тяжелых зимних погодных условиях. Комплексная бригада Николая Петровича Белянского закладывала фундаменты прядильно-ткацкой фабрики № 1.
1965 — год основания комбината. 18 января 1965 года — начало строительства прядильной фабрики № 1. Первоначально комбинат проектировался для выпуска шёлковых тканей. В 1967 году в связи с решением о строительстве отделочной фабрики и изменением ассортимента комбинат был переименован в хлопчатобумажный. Для осуществления контроля за строительством была организована дирекция строящегося комбината, во главе которой стоял Геннадий Александрович Заикин. 5 ноября 1970 год- ввод первых мощностей — 50 тыс. прядильных веретен. С этого времени комбинат считается вступившим в строй. С 50-ти тысяч веретен сняли первую пряжу, а с ткацких станков — новую для города и страны ткань — «шахтинку».
С этого времени комбинат считался вступившим в строй. В 1970-е годы в состав ХБК входили: 3 прядильных производства мощностью 436 тысяч прядильных веретен и столько же ткацких — на 5772 станка, отделочная фабрика с годовым объемом 126 миллионов метров готовых тканей.
15 декабря 1972 года комбинату было присвоено имя 50-летия СССР. В 1973 году комбинат был передан в подчинение Первому Российскому промышленному объединению по производству хлопчатобумажных тканей.
С 1982 года на текстильном комбинате обучали мастерству текстильщиков граждан Социалистической Республики Вьетнам.
В мае 1991 года был принят Устав арендного предприятия. Изменив статус, комбинат меняет свое название на фирму «Дон-Текс».
В 2015 году производственные мощности шахтинского комбината были переданы холдингу «БТК Текстиль», входящему в компанию «БТК групп».

## Известные сотрудники предприятия
- Протопопов, Владислав Васильевич (1961—2015) — российский художник, педагог[5].